# 中国农工民主党贵州省委员会
中国农工民主党贵州省委员会，简称农工党贵州省委、贵州农工党，是中国农工民主党在贵州省的地方组织。